# Don Drysdale
Donald Scott „Don“ Drysdale, Spitzname Big D, (* 23. Juli 1936 in Van Nuys, Kalifornien; † 3. Juli 1993 in Montreal, Québec) war ein US-amerikanischer Baseballspieler in der Major League Baseball (MLB) auf der Position des Pitchers. Den Großteil seiner Karriere stand er bei den Los Angeles Dodgers unter Vertrag, für die er zwölf Jahre auflief.
Drysdale gewann mit den Dodgers 1959, 1963 und 1965 die World Series. Zudem wurde er neun Mal in das All-Star-Team gewählt und gewann 1962 den Cy Young Award. Nach seiner aktiven Laufbahn als Spieler arbeitete er als Kommentator für verschiedene MLB-Franchises und Fernsehsender. 1984 wurde Drysdale in die Baseball Hall of Fame aufgenommen. Er war berühmt für seinen Sidearm-Fastball und seine Brushback-Pitches, die die gegnerischen Schlagmänner einschüchtern sollten.

## Biografie

### Profikarriere in der MLB
Drysdale wurde 1936 in Van Nuys, einem Stadtteil von Los Angeles, geboren. Seine ersten professionellen Baseballerfahrungen sammelte Drysdale 1954 in der California League bei den Bakersfield Indians. Dort pitchte er 15 Spiele und kam auf acht Siege und fünf Niederlagen. Ein Jahr später spielte er in der Triple-A für die Montreal Royals. Für die Royals machte er 28 Spiele und kam auf elf Siege und elf Niederlagen. Am 17. April 1956 gab er im Trikot der Brooklyn Dodgers gegen die Philadelphia Phillies sein Debüt in der MLB. In seinem ersten Spiel pitchte er nur ein Inning und warf ein Base on Balls. Das Spiel gewannen die Phillies mit 8:6. Mit vier Shutouts führte Drysdale 1959 die National League (NL) in dieser Statistik an. Im selben Jahr gewann er seine erste World Series. 1962 gewann er den Cy Young Award und war mit 25 Siegen der siegreichste Pitcher in der NL. 1963 warf Drysdale 251 Strikeouts und gewann das dritte Spiel der World Series gegen die New York Yankees.
1965 gewann Drysdale 23 Spiele und seine dritte und letzte World Series. Drei Jahre später pitchte er 58 2⁄3 aufeinanderfolgende Innings, in denen er keine gegnerische Punkte zuließ. Dieser Rekord sollte erst 20 Jahre später von Orel Hershiser gebrochen werden. Wegen anhaltenden Schulterproblemen musste er seine Karriere frühzeitig beenden und machte somit am 5. August 1969 sein letztes Spiel für die Los Angeles Dodgers gegen die Pittsburgh Pirates. In dem Spiel pitchte er sechs Innings, doch die Dodgers verloren das Spiel 3:11.
Drysdale war, trotz dass er die Position des Pitchers bekleidete, ein guter Schlagmann und wurde sogar teilweise als Pinch Hitter eingesetzt, davon einmal bei der World Series 1965. Er beendete seine Karriere mit 29 Home Runs (HR), 113 Runs Batted In (RBI) und einer Batting Average (AVG) von .186. Seine Pitchingstatistiken belaufen sich auf 209 Wins (W), eine Earned Run Average (ERA) von 2.95 und 2.486 geworfenen Strikeouts (K), sowie 49 Shutouts (SHO).

### Tätigkeit als Kommentator
Nach seiner Laufbahn als aktiver Spieler war Drysdale als Kommentator für verschiedene MLB-Franchises und Fernsehsender tätig. So war er unter anderem für die California Angels, Montreal Expos und zehn Jahre für den US-amerikanischen Fernsehsender ABC tätig, sowie von 1988 bis zu seinem Tod für die Los Angeles Dodgers.

### Außerhalb des Spielfelds
Drysdale heiratete 1958 das Model Ginger Dubberly und hatte mit ihr eine Tochter. Diese Ehe wurde jedoch 1982 geschieden. Am 1. November 1986 heiratete Drysdale die Basketballspielerin Ann Meyers aus der zwei Söhne und eine Tochter hervorgingen. Damit waren erstmals Ehepartner in der Hall of Fame ihrer jeweiligen Sportart vertreten.
Drysdale starb am 3. Juli 1993 im Alter von 56 Jahren in seinem Hotelzimmer in Montreal durch einen Herzinfarkt und wurde auf dem Forest Lawn Memorial Park in Glendale, Kalifornien, beigesetzt.

## Sonstiges
Die Startnummer 53 des VW Käfers Herbie erhielt er in Anlehnung an Drysdales Trikotnummer von Disney-Produzent Bill Walsh, der ein Fan der Dodgers war.